# Franz Pfanne
Franz Pfanne (Bautzen, Sanjonia, Alemania, 10 de diciembre de 1994) es un futbolista alemán que se desempeña como defensor o mediocampista en el Borussia Dortmund II de la 3. Liga de Alemania.

## Trayectoria
Franz  inició en el equipo juvenil de su localidad el Budissa Bautzen en el año de 2007, después de 2 años pasaría a formar parte de las juveniles del Dynamo Dresden, teniendo un paso por la U17 y U19 hasta llegar al Dynamo Dresden II en 2014 y al siguiente año subiendo al primer equipo donde estaría una temporada, para después de 7 años abandonar la institución del Dynamo Dresden y fichar por el equipo donde inicio de joven, el Budissa Bautzen que se encontraba en la Regionalliga Nordost, solo se mantendría 3 temporadas y después llega al SV Rödinghausen, equipo donde solo se mantuvo 2 temporadas y además ganó la Regionalliga West por primera vez en su carrera en 2020, se marcha a Borussia Dortmund II, equipo donde ganaría su segunda Regionalliga West en 2021 y es capitán.

## Estadísticas
Actualizado al último partido disputado el 7 de diciembre de 2021.
| Club                            | Div.          | Temporada     | Liga  | Liga  | Copas nacionales | Copas nacionales | Total | Total |
| Club                            | Div.          | Temporada     | Part. | Goles | Part.            | Goles            | Part. | Goles |
| ------------------------------- | ------------- | ------------- | ----- | ----- | ---------------- | ---------------- | ----- | ----- |
| Dynamo Dresden II · Alemania    | 5.ª           | 2013-14       | 44    | 2     | 0                | 0                | 44    | 2     |
| Dynamo Dresden II · Alemania    | Total club    | Total club    | 44    | 2     | 0                | 0                | 44    | 2     |
| SG Dynamo Dresden · Alemania    | 3.ª           | 2014-15       | 1     | 0     | 1                | 0                | 2     | 0     |
| SG Dynamo Dresden · Alemania    | Total club    | Total club    | 1     | 0     | 1                | 0                | 2     | 0     |
| Budissa Bautzen · Alemania      | 4.ª           | 2015-16       | 24    | 0     | 0                | 0                | 24    | 0     |
| Budissa Bautzen · Alemania      | 4.ª           | 2016-17       | 24    | 0     | 4                | 1                | 28    | 1     |
| Budissa Bautzen · Alemania      | 4.ª           | 2017-18       | 31    | 2     | 3                | 1                | 34    | 3     |
| Budissa Bautzen · Alemania      | Total club    | Total club    | 79    | 2     | 7                | 2                | 86    | 4     |
| SV Rödinghausen · Alemania      | 4.ª           | 2018-19       | 32    | 2     | 7                | 0                | 39    | 2     |
| SV Rödinghausen · Alemania      | 4.ª           | 2019-20       | 22    | 3     | 2                | 0                | 24    | 3     |
| SV Rödinghausen · Alemania      | Total club    | Total club    | 54    | 5     | 9                | 0                | 63    | 5     |
| Borussia Dortmund II · Alemania | 4.ª           | 2020-21       | 39    | 2     | -                | -                | 39    | 2     |
| Borussia Dortmund II · Alemania | 3.ª           | 2021-22       | 21    | 1     | -                | -                | 21    | 1     |
| Borussia Dortmund II · Alemania | Total club    | Total club    | 60    | 3     | 0                | 0                | 60    | 3     |
| Total carrera                   | Total carrera | Total carrera | 238   | 12    | 17               | 2                | 255   | 14    |

## Palmarés

### Títulos nacionales
| Título            | Club                 | País     | Año  |
| ----------------- | -------------------- | -------- | ---- |
| Regionalliga West | SV Rödinghausen      | Alemania | 2020 |
| Regionalliga West | Borussia Dortmund II | Alemania | 2021 |